# Mala Vrbnica
Mala Vrbnica (em cirílico: Мала Врбница) é uma vila da Sérvia localizada no município de Brus, pertencente ao distrito de Rasina. A sua população era de 185 habitantes segundo o censo de 2011.

## Demografia
| 1948 | 1953 | 1961 | 1971 | 1981 | 1991 | 2002 | 2011 |
| ---- | ---- | ---- | ---- | ---- | ---- | ---- | ---- |
| 438  | 468  | 447  | 359  | 303  | 261  | 223  | 185  |